# 대한라켓볼협회
대한라켓볼협회(大韓라켓볼協會, Korea Racquetball Federation, KRF)는 대한민국의 라켓볼 종목 행정을 총괄하는 스포츠 행정 기구이다. 1991년 6월 11일에 '한국아마추어라켓볼협회'라는 명칭으로 설립되었고, 1995년 1월 11일에 '한국라켓볼협회'로 명칭을 변경했다. 2016년 3월 7일에 전국라켓볼연합회와 통합하며 '대한라켓볼협회'로 명칭을 변경했다. 2009년 9월 15일에 대한체육회의 인정 종목 단체로 승인되었고, 2012년 12월 18일에 대한체육회의 준회원 종목 단체로 승인되었다. 이후 대한체육회의 인정 종목 단체로 격하된 후 탈퇴되었다.

## 참고 문헌
- “대한라켓볼협회 연혁”. 대한라켓볼협회. 2019년 3월 22일에 원본 문서에서 보존된 문서. 2022년 5월 8일에 확인함.

## 같이 보기
- 전국라켓볼연합회